# Хоцюле
Хоцюле (пол. Chociule, нім. Kutschlau) — село в Польщі, у гміні Свебодзін Свебодзінського повіту Любуського воєводства.
Населення — 649 осіб (2011).
У 1975-1998 роках село належало до Зеленогурського воєводства.

## Демографія
Демографічна структура станом на 31 березня 2011 року:
|          | Загалом | Допрацездатний вік | Працездатний вік | Постпрацездатний вік |
| -------- | ------- | ------------------ | ---------------- | -------------------- |
| Чоловіки | 324     | 85                 | 210              | 29                   |
| Жінки    | 325     | 80                 | 187              | 58                   |
| Разом    | 649     | 165                | 397              | 87                   |